# Kawaikereba hentai demo suki ni natte kuremasu ka?
Kawaikereba hentai demo suki ni natte kuremasu ka? (可愛ければ変態でも好きになってくれますか？ "Nếu em dễ thương thì dù biến thái anh vẫn sẽ phải lòng em chứ?") thường được gọi ngắn gọn là Hensuki (変好き) là bộ light novel thể loại lãng mạn hài hước, harem được viết bởi Hanama Tomo và minh họa bởi sune. Bộ light novel được xuất bản bởi Media Factory dưới ấn hiệu MF Bunko J, tập đầu tiên được phát hành vào ngày 25 tháng 7 năm 2017. Có tổng cộng 13 tập đã được xuất bản tính đến tháng 6 năm 2021. Bộ truyện kể về một nam sinh trung học Kiryū Keiki, cậu đang tìm danh tính của người đã gửi cho mình một thư tình giấu tên cùng với chiếc quần trong, từ đó cậu đã khám phá ra những tính cách bí ẩn của các cô gái trong cuộc sống của mình.
Một bộ manga được chuyển thể được minh họa bởi CHuN và được đăng lên tạp chí shōnen manga Nguyệt san Dragon Age của Fujimi Shobo từ tháng 11 năm 2017 đến tháng 12 năm 2020. Bộ truyện được gom lại thành sáu tập tankōbon tính tới tháng 2 năm 2021. Bộ phim anime truyền hình đầu tiên được chuyển thể bởi Geek Toys phát sóng từ ngày 8 tháng 7 đến ngày 23 tháng 9 năm 2019. Bộ phim được cấp phép ở khu vực Bắc Mỹ bởi Funimation, ở Úc và New Zealand bởi Madman Entertainment và ở Đông Nam Á, Nam Á bởi Muse Communication (Muse chiếu tại Việt Nam dưới nhan đề Bạn sẽ phải lòng người con gái tuy biến thái nhưng dễ thương kia chứ?).

## Nội dung
Câu truyện xoay quanh Kiryū Keiki, một học sinh trung học vô tình tìm thấy bức thư tình gửi cho cậu. Để xác định danh tính của người ngưỡng mộ bí mật của mình, được gọi là Cinderella. Keiki tiến hành điều tra một số người có thể đã làm bao gồm tiền bối Tokihara Sayuki - chủ tịch Câu lạc bộ Thư pháp; Koga Yuika - hậu bối lớp dưới của cậu; Nanjō Mao - bạn thân cùng lớp của cậu, hai người cùng làm quản lý trong thư viện. Tuy nhiên khi Keiki đang cố gắng để khám phá cô gái bí ẩn này là ai, cậu phát hiện ra rằng mọi cô gái mà cậu nghi ngờ đều biến thái và cực kỳ muốn cậu tham gia vào các trò đồi bại của họ.

## Truyền thông

### Light novel
Hensuki là một bộ light novel được viết bởi Hanama Tomo và được minh họa bởi sune. Từ tập đầu tiên đến tập thứ chín, mỗi tập đều giới thiệu hình ảnh một nhân vật nữ của bộ truyện đang cởi quần áo. Media Factory 
phát hành tập đầu tiên tại Nhật Bản vào ngày 25 tháng 1 năm 2017 dưới dấu ấn MF Bunko J của họ. Tập thứ tám của bộ truyện được phát hành vào ngày 25 tháng 7 năm 2019, cùng thời điểm với một phiên bản đặc biệt khác. Tính đến ngày 25 tháng 6 năm 2021, tổng cộng 13 tập đã được phát hành.
| #  | Ngày phát hành       | ISBN                                                                 |
| -- | -------------------- | -------------------------------------------------------------------- |
| 1  | 25 tháng 1 năm 2017  | 978-4-04-069008-7                                                    |
| 2  | 25 tháng 5 năm 2017  | 978-4-04-069279-1                                                    |
| 3  | 25 tháng 9 năm 2017  | 978-4-04-069457-3                                                    |
| 4  | 25 tháng 1 năm 2018  | 978-4-04-069672-0                                                    |
| 5  | 25 tháng 3 năm 2018  | 978-4-04-069915-8                                                    |
| 6  | 25 tháng 10 năm 2018 | 978-4-04-065236-8                                                    |
| 7  | 25 tháng 2 năm 2019  | 978-4-04-065528-4                                                    |
| 8  | 25 tháng 7 năm 2019  | 978-4-04-065855-1 (bản thường) ISBN 978-4-04-065856-8 (bản đặc biệt) |
| 9  | 25 tháng 12 năm 2019 | 978-4-04-064185-0                                                    |
| 10 | 25 tháng 4 năm 2020  | 978-4-04-064586-5                                                    |
| 11 | 25 tháng 9 năm 2020  | 978-4-04-064943-6                                                    |
| 12 | 25 tháng 1 năm 2021  | 978-4-04-680161-6                                                    |
| 13 | 25 tháng 6 năm 2021  | 978-4-04-680511-9                                                    |
| 14 | 25 tháng 1 năm 2022  | 978-4-04-681097-7                                                    |

### Manga
Một bản chuyển thể manga được viết bởi Hanama và minh họa bởi CHuN được đăng lần đầu trên tạp chí shōnen manga Nguyệt san Dragon Age của Fujimi Shobo vào ngày 9 tháng 11 năm 2017, tập cuối được phát hành vào ngày 9 tháng 12 năm 2020 Tính đến ngày 9 tháng 2 năm 2021, có 6 tập đã được phát hành.
| # | Ngày phát hành      | ISBN              |
| - | ------------------- | ----------------- |
| 1 | 25 tháng 5 năm 2018 | 978-4-04-072707-3 |
| 2 | 9 tháng 11 năm 2018 | 978-4-04-072949-7 |
| 3 | 25 tháng 7 năm 2019 | 978-4-04-073258-9 |
| 4 | 9 tháng 10 năm 2019 | 978-4-04-073362-3 |
| 5 | 25 tháng 4 năm 2020 | 978-4-04-073612-9 |
| 6 | 9 tháng 2 năm 2021  | 978-4-04-073983-0 |

### Drama CD
Một bộ Drama CD được sản xuất bởi Mosaic.wav, Yksb và xuất bản bởi Seaside Communications. Nó được phát hành vào ngày 25 tháng 5 năm 2018.

### Anime
Một bộ anime truyền hình đã được phát sóng lần đầu vào ngày 20 tháng 2 năm 2019. Loạt phim được hoạt hình bởi Geek Toys và do Imazaki Itsuki đạo diễn, Yamashita Kenichi đảm nhận phần dàn dựng và Itō Yōsuke thiết kế nhân vật. Việc sáng tác nhạc do Sakai Yōichi thực hiện. Ayaka Ōhashi là người biểu diễn ca khúc chủ đề mở đầu của bộ phim."Daisuki" Nó cũng được sử dụng để làm bài hát kết thúc cho tập thứ mười hai. Nhóm Mia REGINAthể hiện ca khúc kết thúc của bộ phim "Mubyū no Hana".

## Đón nhận

### Doanh số bán hàng
Tại Nhật Bản, tập thứ bảy của Hensuki ước tính đã bán được hơn 8.792 bản, đây là một trong những light novel bán chạy nhất tính từ ngày 18 tháng 2 đến ngày 11 tháng 3 năm 2019. Tính đến tháng 1 năm 2020, bộ light novel đã bán được hơn 750.000 bản.

### Phản hồi
Đánh giá về bộ phim này, Dez Polycarpe nói rằng: "Đây là một bộ anime thú vị để xem và là bộ anime mà tôi muốn giới thiệu cho những người yêu thích thể loại này. Nó được tạo ra để mang lại cho bạn tiếng cười ở mỗi tập". Một nhà phê bình ẩn danh viết cho Anime Hajima đã nói rằng: "Bộ anime này có một nhân vật chính mạnh mẽ. Xét cho cùng, về cơ bản, tôi cho rằng bạn nên theo dõi bộ anime này.  "Hensuki: Bạn có sẵn sàng yêu một kẻ biến thái, nhưng cô ấy là một người dễ thương?" là một trong những bộ anime bạn không nên bỏ qua."